# Josh Jackson
Joshua O'Neal "Josh" Jackson (San Diego, California; 10 de febrero de 1997) es un baloncestista estadouindense que se encuentra sin equipo. Con 2,03 metros de estatura, juega en la posición de alero.

## Trayectoria deportiva

### Primeros años
Asistió en sus dos primeros años de instituto al Consortium College Prep School en Detroit, donde en su temporada sophomore promedió 28 puntos y 15 rebotes, logrando el título estatal.
Antes de su temporada júnior él y su familia se trasladaron a su California natal, ingresando en el Justin-Siena High School de Napa, donde jugó sus dos temporadas restantes. En la primera promedió 31,2 puntos y 5,4 asistencias por partido, mientras que en su temporada sénior fueron 26,9 puntos y 13,1 rebotes por encuentro. Participó en el McDonald's All-American Game donde lidreó a su equipo en anotación, con 19 puntos, siendo elegido MVP junto a Frank Jackson, y también en el Nike Hoop Summit.

### Universidad
En abril de 2016 Jackson anunció vía Twitter que cursaría sus estudios universitarios en la Universidad de Kansas y jugar a baloncesto con los Jayhawks, eligiendo esa institución por delante de Michigan State y Arizona. Jugó una única temporada, en la que promedió 16,3 puntos, 7,4 rebotes, 3,0 asistencias, 1,7 robos de balón y 1,1 tapones por partido, Fue incluido en el mejor quinteto de la Big 12 Conference y elegido novato del año de la conferencia, y también fue incluido en el segundo  equipo All-American por Sporting News y en el tercero por Associated Press y la NABC. 

#### Estadísticas
| Año     | Equipo | PJ | PT | MPP  | %TC  | %3P  | %TL  | RPP | APP | ROB | TPP | PPP  |
| ------- | ------ | -- | -- | ---- | ---- | ---- | ---- | --- | --- | --- | --- | ---- |
| 2016–17 | Kansas | 35 | 35 | 30.8 | .513 | .378 | .566 | 7.4 | 3.0 | 1.7 | 1.1 | 16.3 |

### Profesional
Fue elegido en la cuarta posición del Draft de la NBA de 2017 por los Phoenix Suns. Debutó como profesional el 18 de octubre ante Portland Trail Blazers, logrando 11 puntos y 2 rebotes saliendo como titular.
Tras dos temporadas en Phoenix, el 3 de julio de 2019, es traspasado, junto a De'Anthony Melton a Memphis Grizzlies, a cambio de Kyle Korver y Jevon Carter.
Después de un año en Memphis, el 20 de noviembre de 2020, ficha por Detroit Pistons. En su primera temporada disputó 62 encuentros con los Pistons, 25 de ellos como titular, y promedió 13,4 puntos por partido.
El 10 de febrero de 2022 es traspasado a Sacramento Kings en un acuerdo entre cuatro equipos.
El 31 de agosto de 2022 firma por una temporada con Toronto Raptors, pero fue cortado el 14 de octubre antes del inicio de la temporada.
El 24 de enero de 2023, firma con los Stockton Kings de la G League, siendo cortado cuatro días después tras un encuentro.

## Selección nacional
Jackson representó a su país en el Campeonato FIBA Américas Sub-16 de 2013, el Campeonato Mundial de Baloncesto Sub-17 de 2014 y el Campeonato Mundial de Baloncesto Sub-19 de 2015, siendo campeón en todos los torneos.

## Estadísticas de su carrera en la NBA

### Temporada regular
| Año     | Equipo     | PJ  | PT | MPP  | %TC  | %3P  | %TL  | RPP | APP | ROB | TPP | PPP  |
| ------- | ---------- | --- | -- | ---- | ---- | ---- | ---- | --- | --- | --- | --- | ---- |
| 2017-18 | Phoenix    | 77  | 35 | 25.4 | .417 | .263 | .634 | 4.6 | 1.5 | 1.0 | .5  | 13.1 |
| 2018-19 | Phoenix    | 79  | 29 | 25.2 | .413 | .324 | .671 | 4.4 | 2.3 | .9  | .7  | 11.5 |
| 2019-20 | Memphis    | 22  | 0  | 17.3 | .440 | .319 | .700 | 3.0 | 1.6 | .8  | .4  | 9.0  |
| 2020-21 | Detroit    | 62  | 25 | 25.2 | .419 | .300 | .729 | 4.1 | 2.3 | .9  | .8  | 13.4 |
| 2021-22 | Detroit    | 39  | 3  | 18.1 | .410 | .265 | .714 | 3.2 | 1.3 | .5  | .5  | 7.1  |
| 2021-22 | Sacramento | 12  | 0  | 10.3 | .347 | .176 | .714 | 1.5 | .4  | .4  | .3  | 4.3  |
| Total   | Total      | 291 | 92 | 23.1 | .416 | .292 | .680 | 4.0 | 1.8 | 0.9 | 0.6 | 11.3 |